# 章得象
章得象（978年—1048年），字希言，建州浦城縣人，北宋大臣。

## 生平
宋真宗咸平年间章得象中进士，为大理寺评事，知江西玉山县，迁大理寺丞。宋真宗东封泰山，以殿中丞佥书兖州观察判官事，历知台州、南雄州、洪州。后权三司度支判官，迁刑部郎中。出使契丹，以兵部郎中知制诰。为翰林学士，迁右谏议大夫，以给事中为群牧使，迁礼部侍郎兼龙图阁学士，进承旨兼侍讲学士。正当刘太后听朝，宦官权盛，章得象独立自守，被宋仁宗赏识。景祐三年（1036年）二月，擢同知枢密院事，迁戶部侍郎。景祐五年（1038年），拜为同中书门下平章事、集贤院大学士。庆历二年（1042年），加中书侍郎兼工部尚书兼枢密使。庆历三年（1043年），以工部尚书为昭文馆大学士。章得象为相八年，不用私人亲戚，对范仲淹的庆历新政持缄默态度。常为言官弹劾，自己也多次上书请辞。庆历五年（1045年），以检校太保为镇安军节度使。庆历七年（1047年）进封郇国公。庆历八年（1048年）判河南府，守司空致仕。同年六月章得象去世，追赠太尉兼侍中，谥文宪，皇祐年间改谥文简。

## 家族
- 高祖：章仔鈞，贈金紫光祿大夫、上柱國、武寧郡開國伯，諡忠憲
- 曾祖：章仁嵩
- 祖父：章士廉
- 父：章世渙
- 族子：章楶
- 族子：章惇

## 延伸阅读
[在维基数据编辑]
 《宋史/卷311》，出自脱脱《宋史》